# 中國四大古城
中國四大古城是中国具有较长历史且保存较为完好的古城址中的代表，包括：
- 四川阆中古城
- 云南丽江古城
- 山西平遥古城
- 安徽徽州古城

此外，近年来重庆安居古城与阆中、平遥、徽州结成中国四大古城战略联盟。